# Carinaulus gansuicus
Carinaulus gansuicus är en skalbaggsart som beskrevs av Cervenka 2000. Carinaulus gansuicus ingår i släktet Carinaulus och familjen Aphodiidae. Inga underarter finns listade.